# Гипава (кантон)
Гипава (фр. Guipavas) — кантон во Франции, находится в регионе Бретань, департамент Финистер. Входит в состав округа Брест.

## История
До 2015 года в состав кантона входили коммуны:
- Гипава
- Ле-Релек-Керюон

В результате реформы 2015 года состав кантона был изменен — в него вошла коммуна Плугастель-Даулас.

## Состав кантона с 15 марта 2015 года
В состав кантона входят коммуны (население по данным Национального института статистики за 2019 г.):
- Гипава (15 050 чел.)
- Ле-Релек-Керюон (11 717 чел.)
- Плугастель-Даулас (13 161 чел.)

## Политика
На президентских выборах 2022 г. жители кантона отдали в 1-м туре Эмманюэлю Макрону 36,0 % голосов против 20,4 % у Жана-Люка Меланшона и 15,3 % у Марин Ле Пен; во 2-м туре в кантоне победил Макрон, получивший 74,2 % голосов. (2017 год. 1 тур: Эмманюэль Макрон – 32,9 %, Жан-Люк Меланшон – 19,1 %, Франсуа Фийон – 18,5 %, Марин Ле Пен – 10,6 %; 2 тур: Макрон – 82,9 %. 2012 год. 1 тур: Франсуа Олланд — 35,8 %, Николя Саркози — 25,4 %, Франсуа Байру — 12,2 %; 2 тур: Олланд — 59,2 %).
С 2021 года кантон в Совете департамента Финистер представляют Дидье Маллерон (Didier Malleron) и бывший президент Совета Натали Саррабезоль  (Nathalie Sarrabezolles) (оба ― Социалистическая партия).
|                | Кандидаты                         | Партия                   | Первый тур | Первый тур     | Второй тур | Второй тур |
| Кол-во голосов | Кандидаты                         | Партия                   | % голосов  | Кол-во голосов | % голосов  |            |
| -------------- | --------------------------------- | ------------------------ | ---------- | -------------- | ---------- | ---------- |
|                | Дидье Маллерон Натали Саррабезоль | Левый блок               | 3 246      | 29,68          | 5 709      | 50,86      |
|                | Фабрис Жакоб Элоди Рудо           | Правый блок              | 3 824      | 34,97          | 5 517      | 49,14      |
|                | Натали Маршаль Клод Моризюр       | Прочие                   | 1 454      | 13,30          |            |            |
|                | Пьер Гезеннек Мари Кетье          | Европа Экология Зелёные  | 1 262      | 11,54          |            |            |
|                | Иветт Пуллауэк Давид Ривоален     | Национальное объединение | 1 150      | 10,52          |            |            |

|                | Кандидаты                       | Партия                  | Первый тур | Первый тур     | Второй тур | Второй тур |
| Кол-во голосов | Кандидаты                       | Партия                  | % голосов  | Кол-во голосов | % голосов  |            |
| -------------- | ------------------------------- | ----------------------- | ---------- | -------------- | ---------- | ---------- |
|                | Стефан Перон Натали Саррабезоль | Социалистическая партия | 4 768      | 31,53          | 7 523      | 51,67      |
|                | Жан-Жак Андре Изабель Герен     | Правый блок             | 5 093      | 33,68          | 7 037      | 48,33      |
|                | Жюст Буаэр Шанталь Ле Фюр       | Национальный фронт      | 1 877      | 12,41          |            |            |
|                | Венсан Ле Бер Изабель Мазлен    | Левый фронт             | 1 786      | 11,81          |            |            |
|                | Серж Борвон Од Бюржер           | Европа Экология Зелёные | 1 047      | 6,92           |            |            |
|                | Аннике Ле Бриз Режи Симон       | Прочие                  | 550        | 3,64           |            |            |